# Хін Тахлар
Хін Тахлар (вірм. Հին Թաղլար), Кохне Таглар (азерб. Köhnə Tağlar) — село у Гадрутському районі Нагірно-Карабаської Республіки.

## Пам'ятки
У селі розташована церква «Катарованк» 17 століття, цвинтар 17 століття, хачкар 9-11 століття та селище 9-11 століття.